# Catosfera
La Catosfera és la blogosfera catalana, el món de blogs o univers de blogs de la comunitat o xarxa social catalana. La formen el conjunt de blogs escrits en català i la comunitat virtual que hi ha al voltant d'aquests blogs. El terme va ser inventat per Toni Ibàñez el 2005 al seu blog Tros de Quòniam. Molts polítics catalans són destacats bloguers. De la mateixa manera, també hi ha termes utilitzats per referir-se a blogosferes regionals, o iniciatives relacionades, com l'Ebresfera (Terres de l'Ebre), Bagesfera (Bages) o Penedesfera (Penedès). La llengua catalana és la vuitena amb més producció a la blogosfera.

## Jornades de la Catosfera
Les Jornades de la Catosfera són un cicle de xerrades en clau tecnològica que pretenen posar de manifest la Internet catalana i la seva activitat en les xarxes socials i les formes de comunicació 2.0. Al mateix temps, la Catosfera serveix com a rerefons i punt de trobada per als bloguers i tuitaires catalans.
Totes les edicions de la Catosfera s'han celebrat al Centre Tecnològic i Universitari de Granollers (CTUG), que a la vegada n'és un dels principals impulsors, així com l'Ajuntament de Granollers i diverses empreses. L'impulsor inicial fou el bloguer i empresari granollerí Marc Vidal en les seves tres primeres edicions, tot i que l'any 2011 en va prendre el relleu l'empresa Tirabol Produccions.
La primera edició de les Jornades de la Catosfera es va fer els dies 25, 26 i 27 de gener de 2008, amb la participació de més de sis-cents bloguers. La segona edició es va celebrar el 27, 28 i 29 de març de 2009. Les terceres jornades, del 20 al 30 de març de 2010. I les quartes jornades, van tenir lloc el 25 i 26 de març de 2011 sota el lema «Del blog al microblog». Per la seva cinquena edició, que se celebrà els dies 28 i 29 de setembre de 2012, la Catosfera va fer un salt per passar del CTUG al Teatre Auditori de Granollers. El 2013 coincidiren amb l'entrega dels Premis Blogs Catalunya, que atorga STIC.cat.